# ABC (album)
ABC – drugi album The Jackson 5, wydany przez Motown Records 8 maja 1970. Album został sprzedany w nakładzie około 5,7 miliona egzemplarzy na całym świecie. Na liście Top R&B/Hip-Hop Albums utrzymywał się na pierwszym miejscu przez 12 tygodni.

## Lista utworów
| 1.  | „The Love You Save” [The Corporation]                                                     | 3:01  |
|     |                                                                                           |       |
| 2.  | „One More Chance” [The Corporation]                                                       | 2:59  |
|     |                                                                                           |       |
| 3.  | „ABC” [Alphonso Mizell / Berry Gordy, Jr. / Deke Richards / Freddie Perren]               | 2:57  |
|     |                                                                                           |       |
| 4.  | „2-4-6-8” [Gloria Jones / Pam Sawyer]                                                     | 2:57  |
|     |                                                                                           |       |
| 5.  | „(Come 'Round Here) I'm The One You Need” [Brian Holland / Eddie Holland / Lamont Dozier] | 2:43  |
|     |                                                                                           |       |
| 6.  | „Don't Know Why I Love You” [Don Hunter / Lula Mae Hardaway / Paul Riser / Stevie Wonder] | 3:49  |
|     |                                                                                           |       |
| 7.  | „Never Had A Dream Come True” [Henry Cosby / Stevie Wonder / Sylvia Moy]                  | 3:00  |
|     |                                                                                           |       |
| 8.  | „True Love Can Be Beautiful” [Bobby Taylor / Jeanna Jackson / Leonard Caston]             | 3:27  |
|     |                                                                                           |       |
| 9.  | „La La (Means I Love You)” [Thom Bell / William Hart]                                     | 3:30  |
|     |                                                                                           |       |
| 10. | „I'll Bet You” [George Clinton / Patrick Lindsey / Sidney Barnes]                         | 3:18  |
|     |                                                                                           |       |
| 11. | „I Found That Girl” [The Corporation]                                                     | 2:59  |
|     |                                                                                           |       |
| 12. | „The Young Folks” [Allen Story / George Gordy]                                            | 2:53  |
|     |                                                                                           |       |
|     |                                                                                           | 37:33 |
|     |                                                                                           |       |

## Notowania
| Rok  | Lista          | Pozycja |
| ---- | -------------- | ------- |
| 1970 | Top R&B Albums | 1       |
| 1970 | Billboard 200  | 4       |